# Maranta lietzei
Maranta lietzei är en strimbladsväxtart som först beskrevs av Charles Jacques Édouard Morren, och fick sitt nu gällande namn av C.H.Nelson, Sutherl. och Francisco Javier Fernández Casas. Maranta lietzei ingår i släktet Maranta och familjen strimbladsväxter. Inga underarter finns listade.

## Bildgalleri

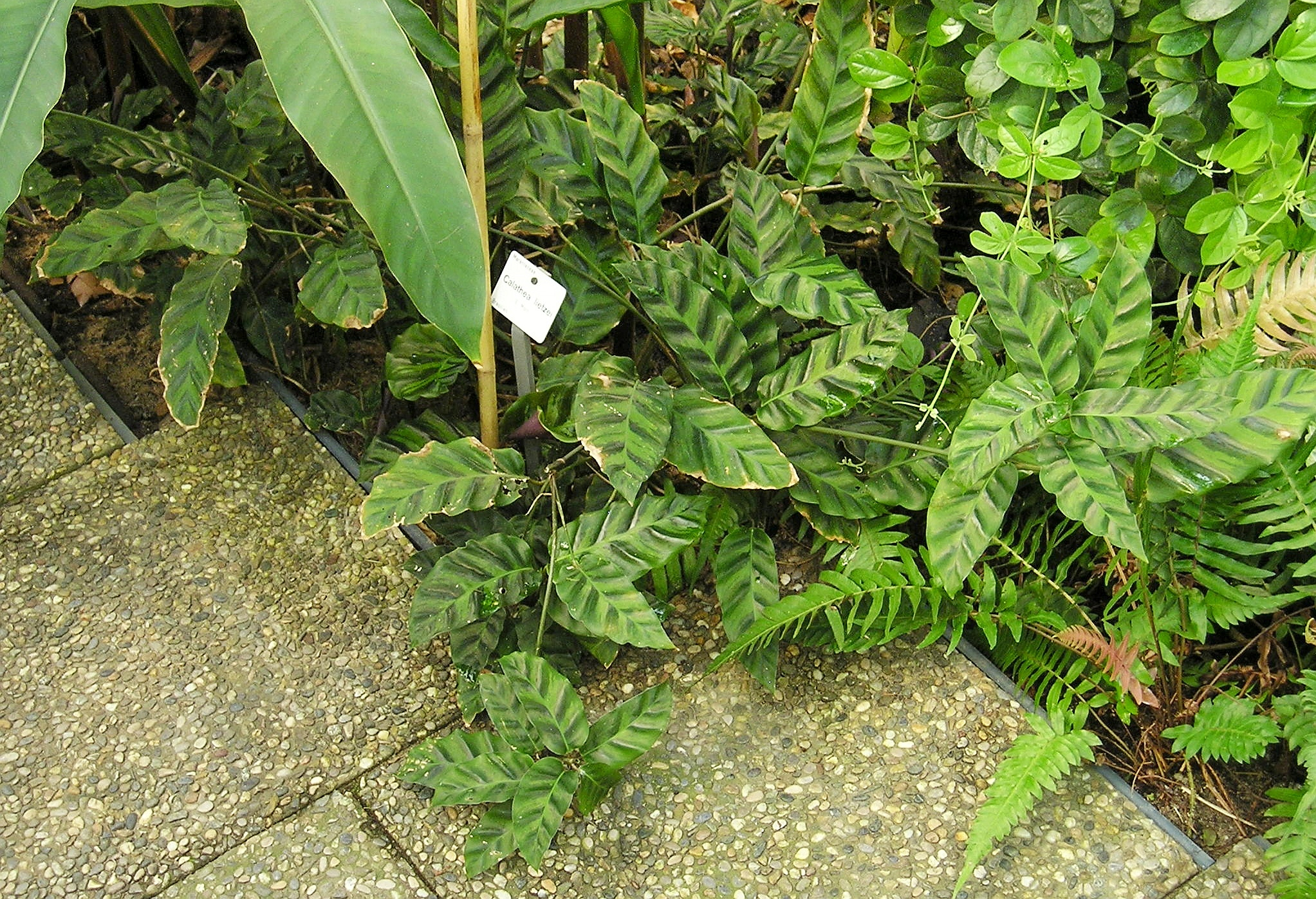
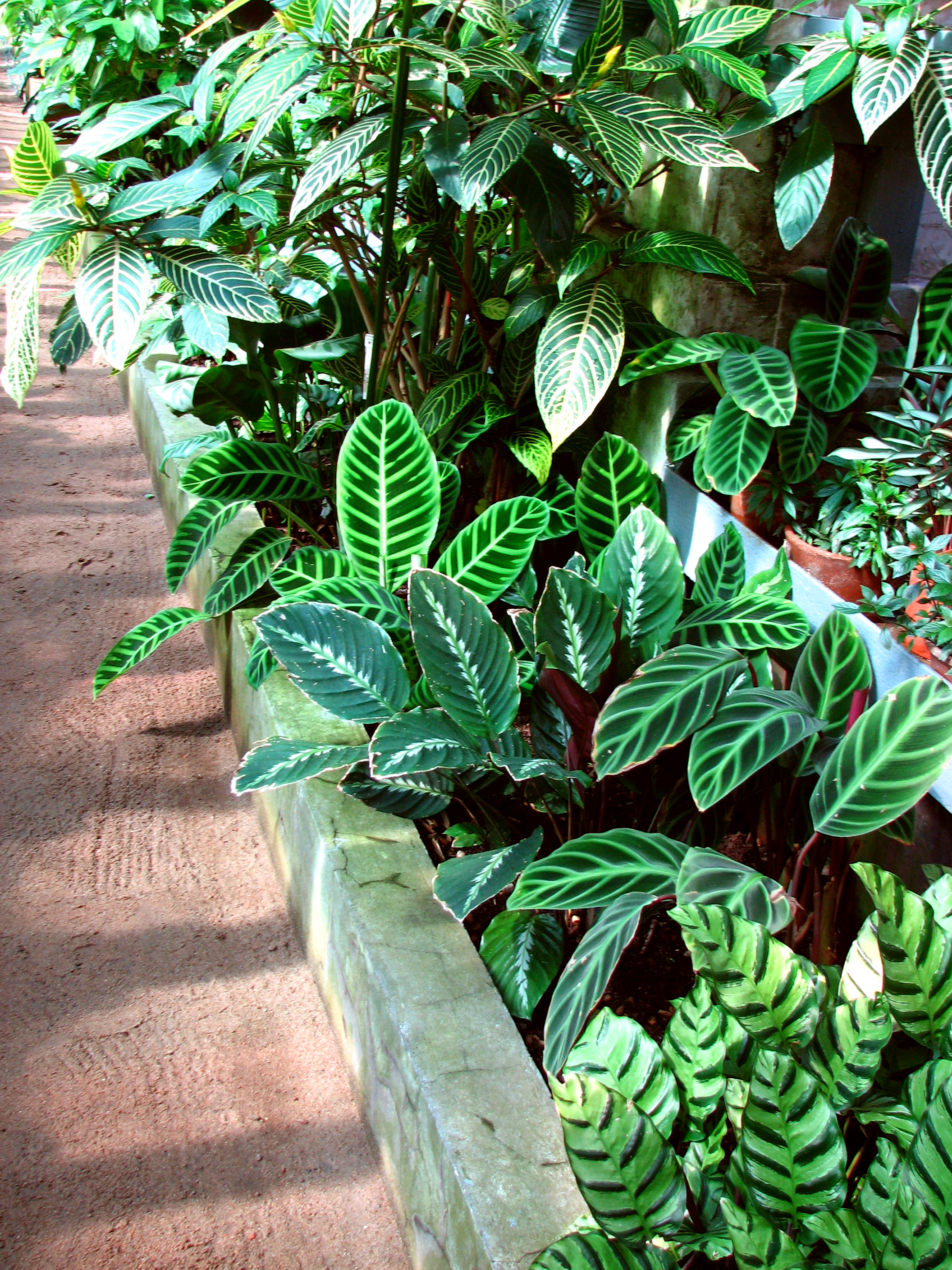